# Nikolaj Koppel
Nikolaj Koppel (Gentofte, 6 marzo 1969) è un giornalista e conduttore televisivo danese.
Ha co-condotto l'Eurovision Song Contest 2014 tenutosi a Copenaghen insieme a Lise Rønne e Pilou Asbæk.